# Jean-Charles Monneraye
Jean-Charles Monneraye (ur. 25 sierpnia 1980 w Vannes) – francuski siatkarz, grający na pozycji środkowego. Były reprezentant kraju. W drużynie narodowej w latach 2001–2005 rozegrał 152 spotkania.

## Osiągnięcia

### Klubowe
- 2005 – finalista Pucharu Francji
- 2007 – finalista Pucharu Francji

### Reprezentacyjne
- 2005 – 7. miejsce na Mistrzostwach Europy we Włoszech